# Рајинце
Рајинце (алб. Raincë) је насеље у Србији у општини Прешево у Пчињском округу. Према попису из 2022. било је 1849 становника.

## Демографија
У насељу Рајинце живи 1191 пунолетни становник, а просечна старост становништва износи 28,8 година (27,2 код мушкараца и 30,3 код жена). У насељу има 446 домаћинстава, а просечан број чланова по домаћинству је 4,38.
Ово насеље је великим делом насељено Албанцима (према попису из 2002. године).
|  |

| Демографија | Демографија | Демографија |
| Година      | Становника  | Становника  |
| ----------- | ----------- | ----------- |
| 1948.       | 1.426       |             |
| 1953.       | 1.742       |             |
| 1961.       | 1.683       |             |
| 1971.       | 1.832       |             |
| 1981.       | 2.020       |             |
| 1991.       | 2.110       | 1.907       |
| 2002.       | 1.954       | 2.933       |
| 2022.       | 1.849       |             |

| Етнички састав према попису из 2002.‍ | Етнички састав према попису из 2002.‍ | Етнички састав према попису из 2002.‍ | Етнички састав према попису из 2002.‍ | Етнички састав према попису из 2002.‍ |
| ------------------------------------ | ------------------------------------ | ------------------------------------ | ------------------------------------ | ------------------------------------ |
|                                      |                                      |                                      |                                      |                                      |
| Албанци                              | Албанци                              |                                      | 1.944                                | 99,48%                               |
| Срби                                 | Срби                                 |                                      | 2                                    | 0,10%                                |
| Роми                                 | Роми                                 |                                      | 1                                    | 0,05%                                |
| непознато                            | непознато                            |                                      | 6                                    | 0,30%                                |

| Година пописа     | 1948. | 1953. | 1961. | 1971. | 1981. | 1991. | 2002. |
| ----------------- | ----- | ----- | ----- | ----- | ----- | ----- | ----- |
| Број домаћинстава | 213   | 262   | 250   | 288   | 296   | 311   | 446   |

| Број чланова      | 1  | 2  | 3  | 4  | 5  | 6  | 7  | 8  | 9 | 10 и више | Просек |
| ----------------- | -- | -- | -- | -- | -- | -- | -- | -- | - | --------- | ------ |
| Број домаћинстава | 31 | 66 | 61 | 75 | 90 | 58 | 40 | 11 | 6 | 8         | 4,38   |

| Пол    | Укупно | Неожењен/Неудата | Ожењен/Удата | Удовац/Удовица | Разведен/Разведена | Непознато |
| ------ | ------ | ---------------- | ------------ | -------------- | ------------------ | --------- |
| Мушки  | 624    | 209              | 401          | 13             | 1                  | 0         |
| Женски | 706    | 179              | 442          | 82             | 1                  | 2         |
| УКУПНО | 1.330  | 388              | 843          | 95             | 2                  | 2         |

| Пол    | Укупно                    | Пољопривреда, лов и шумарство | Рибарство                            | Вађење руде и камена | Прерађивачка индустрија       |
| ------ | ------------------------- | ----------------------------- | ------------------------------------ | -------------------- | ----------------------------- |
| Мушки  | 211                       | 109                           | 0                                    | 0                    | 13                            |
| Женски | 102                       | 86                            | 0                                    | 0                    | 1                             |
| УКУПНО | 313                       | 195                           | 0                                    | 0                    | 14                            |
| Пол    | Производња и снабдевање   | Грађевинарство                | Трговина                             | Хотели и ресторани   | Саобраћај, складиштење и везе |
| Мушки  | 0                         | 3                             | 13                                   | 1                    | 7                             |
| Женски | 0                         | 0                             | 0                                    | 0                    | 0                             |
| УКУПНО | 0                         | 3                             | 13                                   | 1                    | 7                             |
| Пол    | Финансијско посредовање   | Некретнине                    | Државна управа и одбрана             | Образовање           | Здравствени и социјални рад   |
| Мушки  | 1                         | 0                             | 7                                    | 33                   | 9                             |
| Женски | 0                         | 0                             | 2                                    | 5                    | 6                             |
| УКУПНО | 1                         | 0                             | 9                                    | 38                   | 15                            |
| Пол    | Остале услужне активности | Приватна домаћинства          | Екстериторијалне организације и тела | Непознато            | Непознато                     |
| Мушки  | 3                         | 0                             | 0                                    | 12                   | 12                            |
| Женски | 0                         | 0                             | 0                                    | 2                    | 2                             |
| УКУПНО | 3                         | 0                             | 0                                    | 14                   | 14                            |